# José Sardón
José Sardon (Tres Lomas, Argentina, 5 de febrero de 1989) es un futbolista argentino. Juega de mediocampista y su equipo actual es el Club Atlético Argentino de Tres Lomas.  

## Clubes
| Club                                  | País      | Año       |
| ------------------------------------- | --------- | --------- |
| Estudiantes de la Plata               | Argentina | 2001-2010 |
| Osmanlıspor FK                        | Turquía   | 2011-2014 |
| Alvarado                              | Argentina | 2015      |
| Canadian S. C.                        | Uruguay   | 2016-2017 |
| Universitario de Sucre                | Bolivia   | 2018      |
| Persela F. C.                         | Indonesia | 2019      |
| Semen Padang F. C.                    | Indonesia | 2019-2020 |
| Rampla Juniors                        | Uruguay   | 2020-2021 |
| Al Sinaat Alkarabayha                 | Iraq      | 2021      |
| Al Tadahmun Buri F. C.                | Bahrain   | 2021-2022 |
| Sitraa S. C.                          | Bahrain   | 2022-2024 |
| Círculo Deportivo                     | Argentina | 2024      |
| Club Atlético Argentino de Tres Lomas | Argentina | 2024-act. |